# Бакочино
Бакочино — деревня в Старорусском районе Новгородской области в составе Наговского сельского поселения.

## География
Находится в южной части Новгородской области на расстоянии приблизительно 11 км на запад-северо-запад по прямой от железнодорожного вокзала города Старая Русса.

## История
На карте 1840 года уже была обозначена как поселение с 36 дворами. В 1908 году здесь (деревня Старорусского уезда Новгородской губернии) было учтено 50 дворов.

## Население
Численность населения: 272 человека (1908 год), 250 (русские 96 %) в 2002 году, 238 в 2010.